# 安藤優花
安藤 優花（あんどう ゆうか、2005年（平成17年）7月6日 - ）は、日本の女性タレント。 

## 来歴
兵庫県神戸市出身。ランウェイで歩いてみたいという思いから、2024年12月に株式会社LIFE Entertainmentが企画運営する｢Buzz Fes｣に出演。その後、芸能プロダクションOffice K.Oと契約した。
芸能活動当初は仕事に行く際、東京への上京をせずに神戸→東京間を夜行バスで通っていた。最初は月に1 - 2回くらいの頻度で通っていたが、仕事の本数が増え続けるにつれ上京を決断したと語っている。
2025年3月、｢美少女甲子園Vol.23｣にエントリーした。